# Solasta: Crown of the Magister
Solasta: Crown of the Magister ist ein Computer-Rollenspiel des französischen Entwicklungsstudios Tactical Adventures, das 2021 für PCs mit den Betriebssystemen macOS und Microsoft Windows veröffentlicht wurde. Das Spiel beruht auf dem Regelwerk des beliebten Pen-&-Paper-Rollenspielsystems Dungeons & Dragons.

## Handlung
Vor über 1000 Jahren wurde das Königreich der Elfen durch eine Katastrophe verwüstet. Kurz vor Beginn der Spielhandlung wurde ein Weg in das verwüstete Reich entdeckt, in dem gigantische Reichtümer und uraltes Wissen vermutet werden. Die angrenzenden Königreiche bilden einen gemeinsamen Rat, der Wege finden soll, Reichtümer und Wissen allen angrenzenden Reichen gleichermaßen zugänglich zu machen.
Vier Helden treffen sich in einer Taverne und beschließen, gemeinsam Abenteuer zu erleben. Sie werden vom Rat der Königreiche beauftragt, das Wiederauftauchen einer Rasse bösartiger Echsen, der Soraks, in den Verwüsteten Landen zu untersuchen. Im Rahmen ihrer Nachforschungen entdecken die Helden die für das Spiel namensgebende „Krone des Magisters“, die ein Eigenleben hat und den Spieler zu die Krone vervollständigen Juwelen in abgelegenen Regionen der Spielwelt führt, ihn dabei aber auch korrumpiert.

## Spielprinzip und Technik
Spielwelt und Mechaniken des Spiels beruhen auf der Version 5 des Regelwerks des Pen-&-Paper-Rollenspiels Dungeons & Dragons der US-Firma Wizards of the Coast. Zu Beginn des Spiels muss der Spieler eine vierköpfige Heldengruppe entweder im Detail anhand zahlreicher möglicher Auswahlmöglichkeiten erstellen oder aus einem Angebot vorgefertigter Helden auswählen. Wie in sehr vielen Rollenspielen üblich kann der Spieler dabei für jeden Helden eine Rasse (zur Auswahl stehen Halbelf, Hochelf, Hügelzwerg, Mensch oder Sumpf-Halbling) und eine Klasse (Hexenmeister, Kämpfer, Kleriker, Magier, Paladin, Schurke oder Waldläufer) aussuchen. Die Auswahl der Helden ist für das gesamte Spiel bindend, es können während des Spielverlaufs keine Helden ersetzt werden. Stirbt einer der Helden in einem Kampf, ist das Spiel zu Ende.
Die Präsentation der Spielwelt und des Spielgeschehens erfolgt in isometrischer Darstellung. In den ersten Stunden des Spiels werden die Spielmechaniken nach und nach eingeführt. Die Kämpfe des Spiels laufen rundenbasiert ab. Das Spielfeld ist in Felder unterteilt, sowohl die Helden als auch die Gegner verfügen über ein Kontingent an Aktionspunkten, und durch Bewegung auf dem Spielfeld, Angriffe und Sonderaktionen werden Aktionspunkte verbraucht. Da die Gegner zahlenmäßig meistens in der Überzahl sind, müssen die taktischen Fähigkeiten der einzelnen Spielcharaktere gewinnbringend eingesetzt werden. Die Licht- und Höhenverhältnisse des Spielfeldes beeinflussen das Kampfgeschehen, was als Besonderheit des Spiels im Vergleich zu ähnlichen Rollenspielen gilt. Nicht nur die Spielcharaktere, sondern auch bestimmte NPC-Rassen können Geländeverhältnisse zu ihrem Vorteil nutzen. In einigen Örtlichkeiten kommt als das Spielgeschehen beeinflussender Faktor eine Außerkraftsetzung der Schwerkraft hinzu.
Das Magiesystem beruht, wie bei Dungeons-&-Dragons-Spielen üblich, auf dem von Jack Vance entwickelten und nach ihm benannten „Vancian-Magic“-System: Zaubersprüche müssen auswendig gelernt werden und „verbrauchen“ sich durch Anwendung, so dass sie für eine weitere Anwendung erneut erlernt werden müssen. Das Spiel verfügt wie viele andere Rollenspiele über ein Crafting-System, das es dem Spieler erlaubt, aus im Spiel gefundenen Gegenständen Tränke, Gifte, Schriftrollen und magische Waffen und Rüstungen herzustellen. Auch ein aus anderen Rollenspielen bekanntes Reputationssystem wurde implementiert; es gibt sechs Fraktionen, deren Haltung zum Spieler selbiger durch seine Handlungen positiv oder negativ beeinflussen kann.
Die Spielzeit der Hauptkampagne beträgt etwa 40 Stunden. Das Spiel verfügt über einen Editor, der es dem Spieler erlaubt, eigene Dungeons zu entwerfen, zu spielen und für andere Spieler zur Verfügung zu stellen. Als Spiel-Engine kam Unity zum Einsatz.

## Entwicklungs- und Veröffentlichungsgeschichte
Das Pariser Studio Tactical Adventures wurde von Mathieu Girard gegründet, der ursprünglich bei Ubisoft gearbeitet und dann das erfolgreiche Studio Amplitude gegründet hatte. Der Auslöser für die Entwicklung von Solasta war Girards Faible für Tabletop-Spiele, deren Mechaniken Solasta in Teilen nachbildet. An Solasta arbeitete ein Team von etwa 20 Mitarbeitern, von denen einige von Amplitude Studios zu Tactical Adventures gewechselt und zuvor unter anderem an Endless Space 2 gearbeitet hatten. Die Autoren des Spielskripts sind Girard und der Miterfinder des Warhammer-Fantasy-Rollenspiels, Graeme Davis.
Im September 2019 startete Tactical Adventures eine Crowdfunding-Kampagne auf der Plattform Kickstarter, um mindestens 180.000 € für die Finanzierung der Spielproduktion einzunehmen. Die Kampagne war erfolgreich; in Summe wurden über 240.000 € eingenommen. Mit dem über den Startbetrag hinaus eingenommenen Geld wurden einige Erweiterungen des Spiels finanziert, so wurden für den Soundtrack ein Orchester engagiert und die Jäger-Klasse und die Halbelfen-Rasse eingeführt. Die Veröffentlichung des Spiels war im Rahmen der Kampagne für Januar 2021 avisiert worden. In der ursprünglichen Version des Spiels waren nur sechs Klassen auswählbar; die Hexenmeister-Klasse (sorcerer) war im Rahmen der Kickstarter-Kampagne für eine nachträgliche Einführung angekündigt worden und wurde im Juli 2021 mit einem Patch freigeschaltet.
Im Oktober 2020 wurde eine unfertige Version des Spiels im Rahmen des Early-Access-Programms der Vertriebsplattform Steam veröffentlicht. Im Mai 2021 erschien die fertige Version des Spiels auf Steam sowie GOG. Eine Version für die Spielkonsolen Xbox One und Xbox Series erschien im Juli 2022, eine Version für die PlayStation 5 im März 2024. Der Soundtrack des Spiels wurde vom französischen Musiklabel G4F Records in digitaler Form sowie als Vinyl-Langspielplatte veröffentlicht.
Im Dezember 2024 wurde auf den Game Awards in Los Angeles ein Nachfolgespiel, Solasta II, angekündigt.

## Rezeption
Solasta: Crown of the Magister erhielt überwiegend positive Bewertungen. Die Rezensionsdatenbank Metacritic aggregiert 33 Rezensionen zu einem Mittelwert von 77.
Das österreichische Onlinemagazin Gamers.at lobte die „toll gelungene, (...) sehr farbenfrohe und abwechslungsreiche“ Spielgrafik. Redakteur Sven Evil hob weiterhin „eine der am besten gestalteten Benutzeroberflächen, die (er) in diesem Genre je gesehen habe“ positiv hervor. Er kritisierte, dass die Qualität des Spiels gegen Ende hin nachlasse. Das dritte Kapitel mache den Eindruck, es sei „so rasch wie möglich und ohne Rücksicht auf Verluste fertiggestellt worden“. In Summe sei Solasta: Crown of the Magister aber „eines der besten klassischen Rollenspiele“ für Personal Computer. Das deutschsprachige Magazin 4Players kritisierte die visuelle Präsentation insbesondere des Spieleinstiegs als „beliebig, (...) grob, (...), plump (und) fast schon gruselig“. Die Spielwelt sei unbelebt und wirke wie „schnell zusammengeklebt“. Positiv hervorgehoben wurden die Steuerung des Spiels inklusive einiger innovativer Komfortoptionen, die gelungene, detaillierte Implementierung des D&D-Regelwerks und die taktisch geprägten und „durchaus ansehnlich inszenierten“ Kämpfe. In Summe fühlte sich Redakteur Jörg Luibl trotz der Defizite des Spiels „überraschend solide unterhalten“. Das französische Magazin Jeux Video stellte heraus, dass Tactical Adventures das Dungeons-&-Dragons-Regelwerk detailgenau abbildeten und „auf exzellente Weise“ für das Spiel verwendeten. Das Magazin zog Vergleiche zum Genreklassiker Baldur’s Gate sowie zum etwa zeitlich mit Solasta erschienenen Baldur’s Gate III und konstatierte, dass man Solasta das im Vergleich deutlich geringere Budget ansehe. Es lobte die taktisch geprägten Kämpfe, die das Gelände geschickt ausnutzten, kritisierte aber die „konventionelle“ Story des Spiels sowie ein mühsames Management des Inventars des Spielers.
Das US-Magazin PC Gamer wertete, Solasta sei die authentischste Umsetzung des D&D-Regelwerks seit dem 2002 erschienenen BioWare-Spiel Neverwinter Nights. Es sei ein weitläufiges Rollenspiel voller riesiger, rätsellastiger Dungeons und herausfordernder, taktischer Kämpfe, das an einer unbeholfenen, unoriginellen Dramaturgie kranke. VentureBeat bezeichnete Solastas Kampfsystem als das möglicherweise „beste (...) taktische Gameplay aller gruppenbasierten (Computer-) Rollenspiele“. Dadurch weise das Spiel aber einen hohen Schwierigkeitsgrad auf; der Verzicht auf taktisches Vorgehen führe häufig zum Tod der eigenen Spielergruppe. Solasta verlange dem Spieler so mehr Konzentration ab als vergleichbare Spiele. VentureBeat kritisierte das Setting des Spiels als unoriginell und bemängelnde fehlende Varianz bei der Klassenauswahl. In Summe habe Entwickler Tactical Adventures aber das Zeug, zu Genregrößen wie Obsidian Entertainment, InXile Entertainment oder Larian Studios aufzusteigen.